# 5 novembre 1964
Le jeudi 5 novembre 1964 est le 310e jour de l'année 1964.

## Naissances
- Abdelkader El Brazi (mort le 24 janvier 2014), footballeur marocain
- Abedi Pelé, joueur de football ghanéen
- Alenka Godec, chanteuse slovène
- Alina Marazzi, réalisatrice italienne
- Famke Janssen, actrice américaine
- Gabby Concepcion, acteur philippin
- Guido Maus, peintre, dessinateur et sculpteur belge
- Hamad Amar, politicien israélien
- Lisa Kleypas, écrivain américaine

## Décès
- Hans Cohn (né le 15 décembre 1897), joueur d'échecs allemand
- John Stuart Robertson (né le 14 juin 1878), cinéaste américain
- Percy Erskine Nobbs (né le 11 août 1875), architecte canadien
- Piero Malvestiti (né le 26 juin 1899), politicien italien

## Événements
- La sonde Mariner 3 est lancée de cap Kennedy.